# Hydroptila robusta
Hydroptila robusta är en nattsländeart som beskrevs av Wells 1978. Hydroptila robusta ingår i släktet Hydroptila och familjen smånattsländor. Inga underarter finns listade i Catalogue of Life.